# 白雪食品
株式会社白雪食品（しらゆきしょくひん）は、長崎県長崎市に本社を置く食品製造業者である。

## 概要
1951年（昭和26年）9月10日、個人商店 白雪製麺として創業。長崎ちゃんぽん、皿うどんが有名。
兵庫県伊丹市の小西酒造の関連会社、奈良漬けメーカーの白雪食品株式会社とは資本・人的関係は一切ない。

## 沿革
- 1951年（昭和26年）9月10日 - 個人商店 白雪製麺として創業[1]。
- 1966年（昭和41年）11月1日 - 有限会社白雪食品として設立、資本金 500万円、代表取締役 石本寿行[1]。
- 1968年（昭和43年）3月29日 - 資本金500万円増資[1]。
- 1979年（昭和54年）4月7日 - 資本金2,500万円増資[1]。 
  - 4月13日 - 代表取締役 石本寿忠就任[1]。
  - 4月25日 - 竿の浦工場開設創業開始[1]。
- 1992年（平成4年）8月1日 - 株式会社白雪食品に改組[1]。
- 1999年（平成11年）2月22日 - 竿の浦工場、道路拡幅に伴い閉鎖、諫早工場開設 創業開始[1]。
- 2003年（平成15年）2月8日 - 代表取締役 石本仁太郎就任[1]。

## 商品
自宅用
- ちゃんぽん
- 皿うどん
- ちゃんぽん・皿うどんセット
- ちゃポリタン
- 焼ちゃんぽん
- 九州ラーメン
- 麺・スープ・具材 他
- レトルト具材付ちゃんぽん皿うどん
- オリジナル麺の製造[2]

業務用
- ちゃんぽん
- 皿うどん

## 工場
| 工場名   | 所在地            | 敷地面積 | 建物面積 | 備考 |
| -------- | ----------------- | -------- | -------- | ---- |
| 諫早工場 | 諫早市正久寺町106 | 7,605 ㎡ | 2,611 ㎡ |      |